# Adolfo Ferrari
Adolfo Ferrari, conhecido como Alfo ou Alfio Ferrari (Sospiro, Província de Cremona, 20 de setembro de 1924 - Idem, 30 de novembro de 1998) foi um ciclista italiano, que foi profissional entre 1950 e 1958. Como amador ganhou o Campeonato do mundo em estrada.

## Palmarés
- 1947
  - Campeão do mundo amador em estrada 
  - Campeão da Itália amador em estrada
- 1948
  - Campeão da Itália amador em estrada
- 1950
  - Campeão da Itália amador em estrada

### Resultados no Giro d'Italia
- 1952 Abandona
- 1953 Abandona